# Derde expeditie naar Bali
De derde expeditie naar Bali in 1849 was een strafexpeditie van het Nederlands-Indische leger naar drie vorstendommen op het eiland Bali. De actie richtte zich op Buleleng en Karangasem in het noorden en Klungkung in het zuiden. Het was een vervolg op de voor Nederland mislukte tweede expeditie naar Bali.

## Samenstelling van de expeditie
Generaal-majoor Andreas Victor Michiels, op dat moment militair gouverneur van West-Sumatra, werd door de gouverneur-generaal van Nederlands-Indië als opperbevelhebber van deze expeditie aangewezen. Hij kreeg opdracht alles grondig voor te bereiden, vrijwel de hele Nederlands-Indische vloot werd aan hem ter beschikking gesteld. De commandant daarvan, vice-admiraal J.P. Machielsen, zou hierover zelf het bevel voeren. Het ging om 29 oorlogsschepen met 286 kanonnen en ruim 2700 bemanningsleden, voorts 18 inheemse prauwen, 16 landingsvlotten en 26 transportschepen voor de troepen en het materieel. De troepensterkte die ter beschikking stond beliep ongeveer 5000 man (vlootbemanning niet meegerekend) waaraan toegevoegd nog 2000 dragers uit Madura. Generaal-majoor Michiels werd als regeringscommissaris ook belast met de politieke afwikkeling van de militaire actie.
Gouverneur-generaal Jan Jacob Rochussen wilde geen enkel risico nemen dat de nederlaag van juni 1848 zich zou herhalen en het prestige van het Nederlands-Indische leger en regering tot elke prijs herstellen. De troepenmacht was daarom belangrijk groter dan bij de eerste twee expedities.
Het politieke beeld in Bali was niet veel veranderd. Het vorstendom Badung handhaafde zijn neutraliteit, de vorstendommen Bangli en Tabanan waren trouw aan het Nederlands-Indisch bestuur en ook bereid dat te steunen. Buleleng, Karangasem en Klungkung waren het meest anti-Nederland.

## Militaire verrichtingen

#### Noord-Bali
Begin april 1849 arriveerde de vloot op de rede van Buleleng. Binnen enkele dagen waren de troepen en het materieel zonder tegenstand ontscheept. De vorst en zijn bestuurder bevonden zich met hun troepen in Djagaraga, generaal Michiels nam zijn intrek in het paleis te Singaraja. 

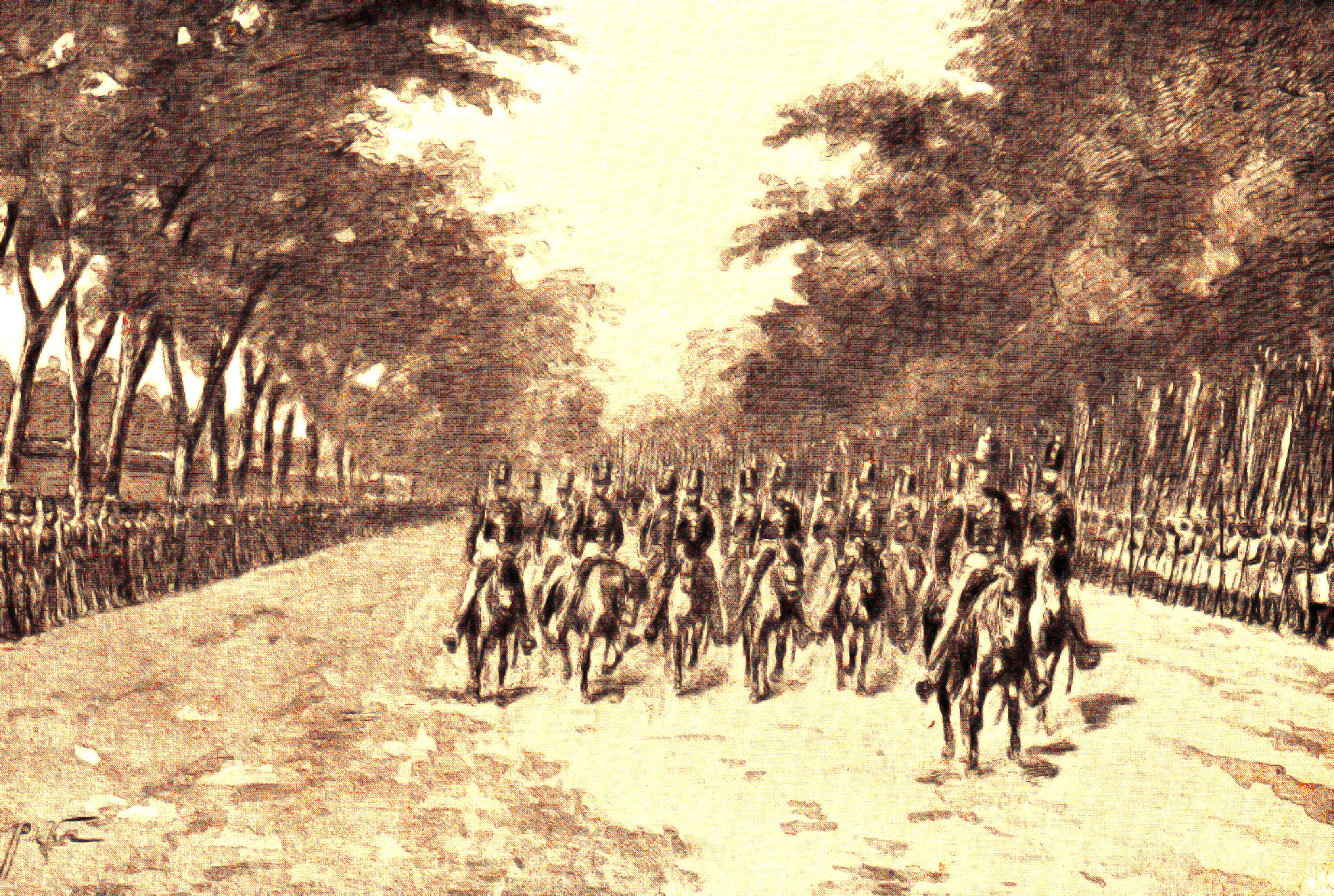
Intocht van de vorst van Karangasem in Singaraja, langs de weg staan de Nederlands-Indische en Balinese troepen opgesteld.

Op 7 april bezochten de vorst (radja) van Karangasem en bestuurder Djelantik namens Buleleng met 12.000 man begeleiding Singaraja voor een ontmoeting met de generaal-majoor. Voorafgaand was Michiels bezocht door afgezanten van de vorsten, maar hij wilde alleen met henzelf spreken. Daarbij mochten ze zoveel lijfwachten meenemen als zij nodig achtten, wat dus zeer letterlijk werd opgevat. Michiels herhaalde wat de gouverneur-generaal op schrift had gesteld. De vorst van Karangasem zou dit met zijn broer, de vorst van Buleleng die er niet bij was, bespreken. Tijdens deze middag bevonden de wederzijdse troepen zich in elkaars onmiddellijke nabijheid, doch alles verliep beheerst en ordelijk. 

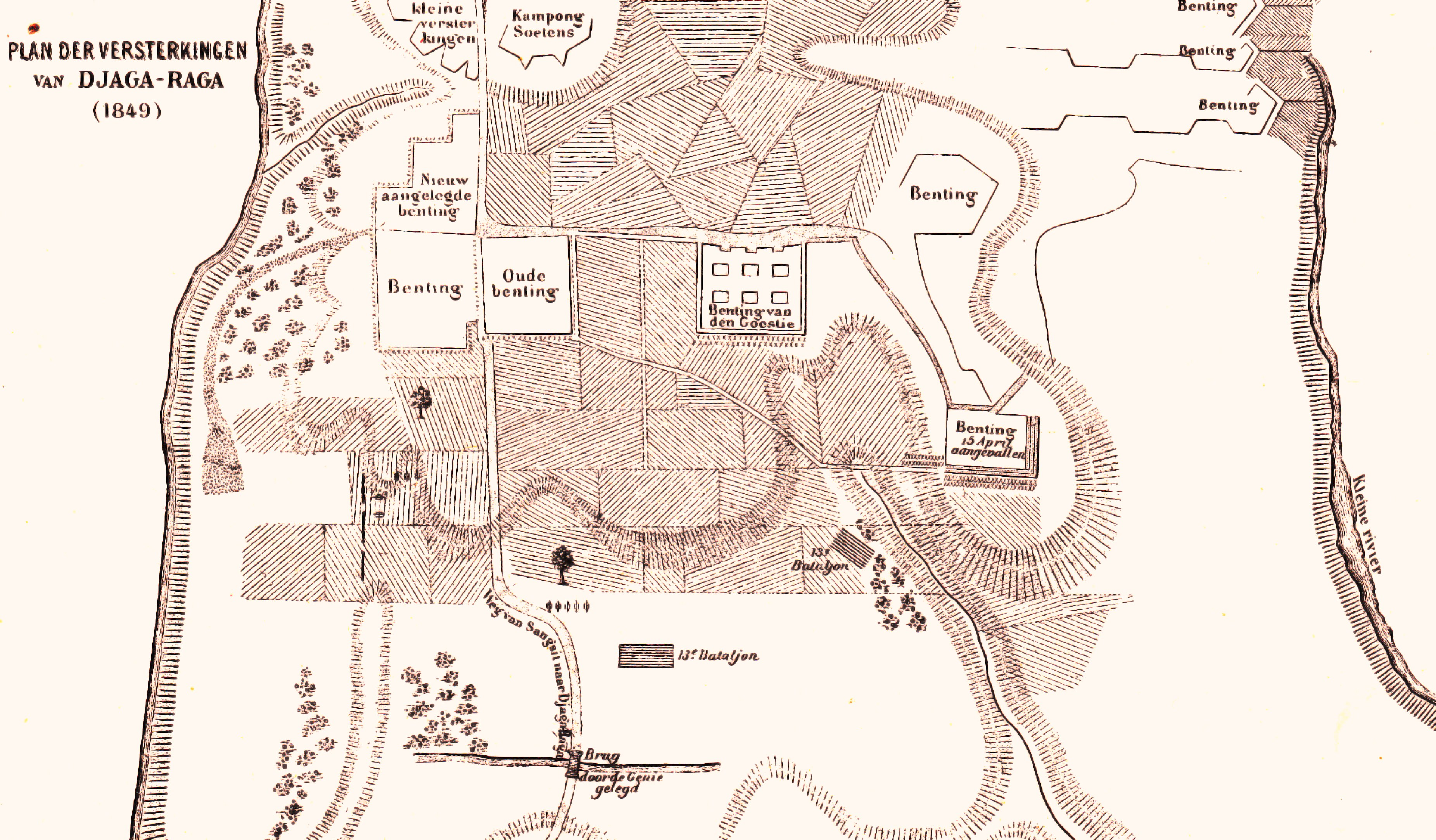
Plattegrond van de versterkingen van Djagaraga

Een tweede ontmoeting vond plaats in Sangsit op 13 april met beide vorsten en Jelantik. Het Nederlands-Indisch leger had zich inmiddels daarheen verplaatst om Djagaraga eventueel aan te vallen. Ook dit gesprek leverde weinig op en Michiels deelde mee dat hij op 15 april Djagaraga zou binnentrekken waarbij Gusti Ketut Jelantik zich met zijn troepen diende over te geven. 
Michiels besloot die dag zonder uitstel aan te vallen. Op 15 april marcheerde men richting Djagaraga, verzet dat onderweg werd ontmoet werd uitgeschakeld. Na enkele pogingen de fortificaties van Djagaraga aan te vallen bleek dit te riskant. Michiels liet in de avond een detachement onder leiding van zijn chef-staf luitenant-kolonel De Brauw ongezien langs de flank trekken. De volgende ochtend slaagden zij erin van opzij en achteren de versterkingen binnen te dringen. De vorsten, Jelantik en hun troepen konden ontkomen in de richting van Karangasem en Klungkung.

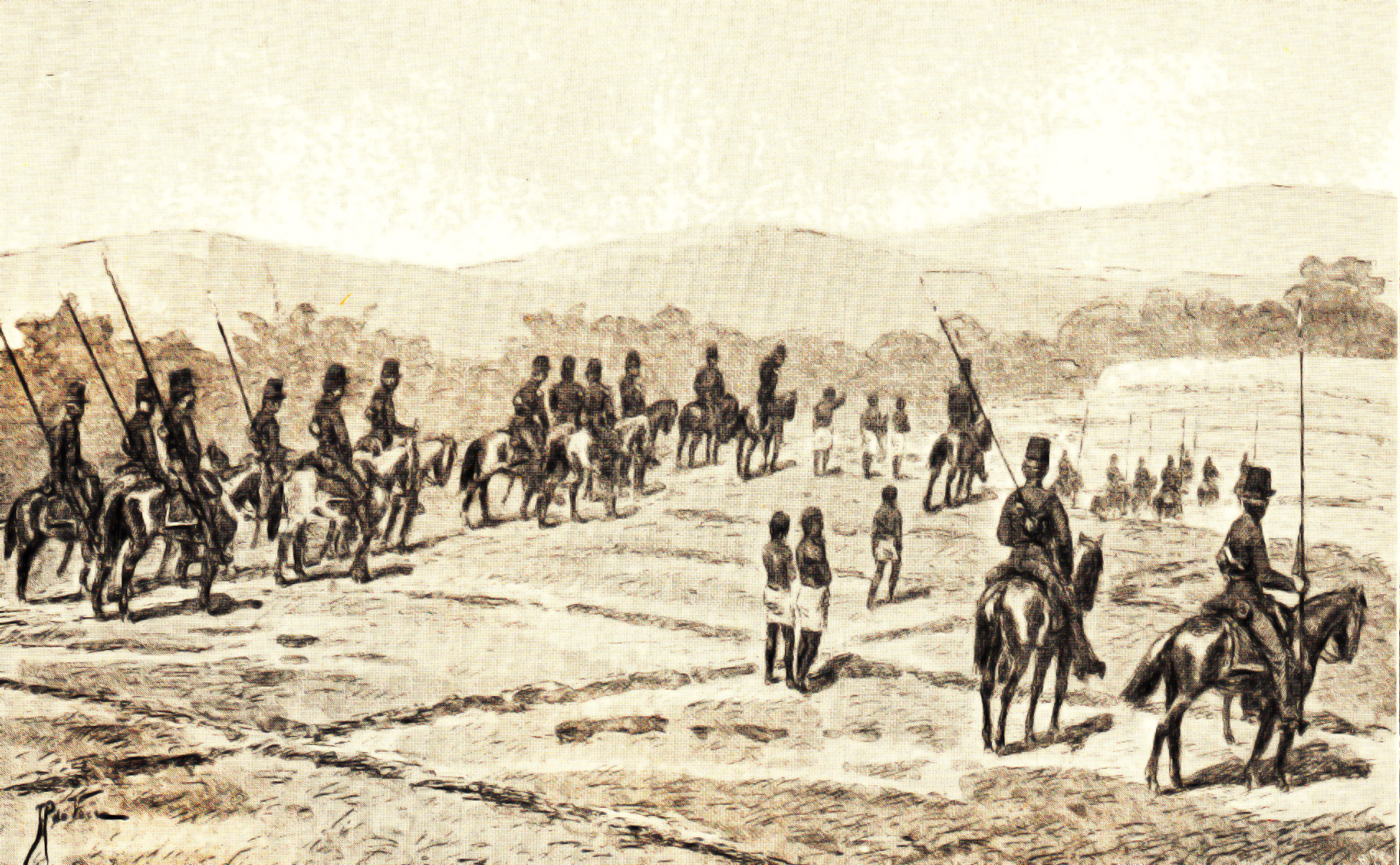
Verkenning van de weg naar Djagaraga

De Nederlandse verliezen bij deze acties beliepen 33 doden en 148 gewonden. De Balinezen verloren duizenden mensen. Daaronder mogelijk de vrouw van Jelantik, die met een groep vrouwen een puputan verkoos.
Zo was na twee dagen van gevechten weer een patstelling ontstaan, Michiels voelde er niet voor om over land te achtervolgen en lange aanvoerlijnen naar zijn schepen te krijgen. Hij liet een garnizoen in Buleleng achter. De rest moest inschepen en naar het zuiden varen om Klungkung en Karengasem aan te vallen. Directe actie tegen de dewa agung van Klungkung genoot zijn voorkeur. Deze werd wel gezien als de belangrijkste Balinese vorst, in elk geval hun spirituele leider.

#### Zuid-Bali
Op 12 mei landden de Nederlands-Indische troepen bij Padangbai in het zuidoosten. Hier werd hulp verkregen van 4000 man troepen uit Selaparang (Lombok), aangeboden door de radja aldaar die het Balinese vorstendom Karangasem vijandig gezind was. Deze Lombokse troepen werden ingezet voor een aanval door het binnenland op Karangasem. Indien dit zou lukken, zou het gouvernement later dit vorstendom aan Selaparang als tegenprestatie afstaan. De radja van Karangasem, belegerd door de Lombokse troepen, pleegde rituele zelfmoord ofwel puputan met zijn vrouwen, kinderen en gevolg.
De vorst van Buleleng en Gusti Ketut Jelantik met een aantal getrouwen vluchtten, werden achtervolgd door Lombokse troepen en kwamen daarbij om. Het is niet bekend op welke wijze ze aan hun einde kwamen.
De Nederlandse troepen trokken inmiddels, veel tegenstand ontmoetend, langs de kust naar het strategisch gelegen Kusamba, een plaats met heilige hindu-tempels, die grotendeels werd verwoest. Van hieruit kon het verder naar Klungkung.
In Klungkung hadden aanhangers van de dewa agung ruim 30.000 man verzameld, maar met onvoldoende bewapening en verdedigingswerken hadden ze weinig kans. Echter een uitbraak van dysenterie onder de troepen van het gouvernement voorkwam dat ze een beslissende slag konden toebrengen. Bij een nachtelijke aanval op hun kamp bij Kusamba leden de Nederlandse troepen grote verliezen. Generaal-majoor Michiels raakte zwaar gewond en stierf de volgende dag. Zijn opvolger, luitenant-kolonel Jan van Swieten, liet de manschappen teruggaan naar het veiliger Padangbai in de nabijheid van de vloot voor enkele dagen rust.
Er waren voor Van Swieten diverse redenen om niet meteen Klungkung aan te vallen. Hij had slechts beperkte bevoegdheden, bij een overwinning zou hij de politieke zaken niet goed kunnen afwikkelen. Er was weinig munitie en het moraal was gedaald door vermoeidheid, ziekte en de dood van de generaal-majoor. Ook was de weg erheen onbekend, gidsen waren niet komen opdagen en de langere afstand tot de schepen kon een flink nadeel worden. Tijdens de circa vijf uur durende terugtocht naar Padangbai overleden twee luitenants door vermoeidheid.

#### Mislukte poging tot onderhandelen
In Padangbai toonde de aanvoerder van de Lombokse troepen de krissen van de vorsten van Buleleng, Karangasem en Jelantik aan Van Swieten, als bewijs dat ze niet meer leefden. Van deze kant hoefde Klungkung dus geen bijstand meer te verwachten.
Omdat hij niet meer dan 2500 man troepen tot zijn beschikking had, besloot hij de dewa agung schriftelijk te benaderen met een voorstel onderhandelingen te beginnen over een vreedzame oplossing. Daarbij meldde hij dat de beweging naar Padangbai niet als een terugtrekking moet worden opgevat. De dewa agung werd uitgenodigd zich te onderwerpen en in dat geval zou Van Swieten afzien van geweld. De brief werd door de Lombokse aanvoerder naar Klungkung gebracht. Op 2 juni meldden de vorsten van Mengwi, Gianyar en een delegatie uit Klungkung zich bij Van Swieten en boden hun onderwerping aan. Op 6 juni 1849 zou een voorbespreking plaatsvinden tussen Van Swieten en enkele Nederlandsgezinde vorsten om nieuwe grenzen vast te stellen tussen hun vorstendommen. Die waren door onderlinge schermutselingen niet meer duidelijk. Ook zouden instructies van de gouverneur-generaal doorgegeven kunnen worden, zo die zouden arriveren.
Inmiddels had de dewa agung de vorsten van Badung en Tabanan uitgenodigd voor overleg, ook op 6 juni. Deze laatsten hadden steeds geweigerd om Klungkung te steunen maar waren bereid als bemiddelaar op te treden. Daarom werd de conferentie van 6 juni naar 10 juni verschoven, in Padangbai op uitnodiging van Van Swieten. Deze bijeenkomst ging niet door. De dewa agung was door de hem goedgezinde vorsten van Mengwi en Gianyar én zijn invloedrijke zuster, van gedachten veranderd en meldde Van Swieten dat hij niet zou komen. Ze waren ontstemd over de uitnodiging om naar Padangbai te komen, dit werd als een opdracht opgevat terwijl volgens hen Van Swieten naar Klungkung zou moeten komen en bovendien verontschuldigingen moest aanbieden voor het verwoesten van een tempelcomplex. Vooral zagen ze onderwerping aan het Nederlands-Indisch bestuur bij nader inzien niet zitten. Bij het onderlinge berichtenverkeer was de Deense koopman Mads Lange, die tevens adviseur was van de Nederlands-Indische regering, een belangrijk tussenpersoon. Goed bekend met de Balinese samenleving genoot hij ook het vertrouwen van de vorsten en hun rijksbestuurders.
Een luitenant ter zee merkte bij een verkenning op dat de Balinezen op een strategische plek versterkingen bouwden. De normaal te verwachten toename van de zuidoostmoesson zou landingen bemoeilijken, zodat Van Swieten moest handelen in plaats van instructies uit Batavia af te wachten. Nu Van Swieten voorlopig geen mogelijkheid zag voor een vreedzame oplossing, liet hij zijn troepen weer ontschepen en opnieuw naar Kusamba gaan.

#### Naar Klungkung
Deze troepen bestonden uit 3000 man, waarvan 2700 infanterie en daarnaast 950 dragers. Ze trokken weer langs de kust naar Kusamba. Lombokse troepen namen een flankerende route landinwaarts richting Kusamba. Op zee waren twee schepen aanwezig om zo nodig beschietingen op versterkingen uit te voeren. Een derde stoomschip sleepte prauwen met voorraden naar Kusamba. Na een mars van een halve dag werd deze plaats op 10 juni vrijwel zonder tegenstand ingenomen. Het plan was om op de 11e naar Klungkung te trekken, waar men door een nieuwe ontwikkeling van afzag.
Op 10 juni kwam namelijk Mads Lange vanuit Klungkung in Kusamba aan. Hij meldde dat zich in Klungkung circa 33.000 man Balinese troepen bevonden waaronder 16.000 manschappen van Badung en Tabanan die de vorige dag waren binnengetrokken. Dit betrof een coalitie van enkele Zuid-Balinese vorsten onder leiding van Gusti Ngurah Kesiman van Badung. De dewa agung had zijn gezag tijdelijk aan hen overgedragen en hen gemachtigd om de Nederlands-Indische troepen tegen te houden en een vredesregeling te bewerken.

## Resultaat
Lange vertrekt dezelfde dag met twee Nederlandse officieren weer naar Klungkung om voorwaarden van Van Swieten te overhandigen. Op 11 juni is hij terug met bericht van vorst Kesiman van Badung, dat deze namens de dewa agung de voorwaarden accepteerde. Mogelijk wilden Kesiman en de vorst van Tabanan met hun activiteiten voorkómen dat na een Nederlandse overwinning op Klungkung de vorst van Bangli door de Nederlands-Indische regering als oppervorst of susuhunan zou worden aangesteld over Bali en Lombok.
Men wachtte nu enkele dagen de komst van de nieuwe luitenant-generaal af. Hertog Karel Bernhard van Saksen-Weimar-Eisenach arriveerde de 13e te Padangbai en nog dezelfde dag in Kusamba. De in Klungkung aanwezige vorsten wilden door hem ontvangen worden wat de volgende dag gebeurde. Alle vorsten van zuidelijk Bali waren in persoon of door afvaardiging aanwezig. Zij gaven aan vrede met de Nederlands-Indische overheid te wensen. De gouverneur-generaal had concepten van nieuwe traktaten meegegeven aan de hertog, maar deze ook de ruimte gelaten daarin wijzigingen aan te brengen. De hoofdzaken uit de nieuwe overeenkomsten zouden worden:
- dat Bali geheel door de Nederlanders moest worden ontruimd
- dat de vorsten erkennen dat hun rijk deel uitmaakt van Nederlands-Indië
- dat geen andere Europeanen werden toegelaten op Bali, alleen na toestemming van Batavia
- dat afstand werd gedaan van het kliprecht maar bij redding van lading, schip of bemanning een bergloon werd vergoed
- dat Bali voor de interne zaken zelfbestuur behield en niet schatplichtig aan Batavia werd.

Buiten de Zuid-Balinese vorsten om werd door van Saksen Weimar geregeld dat Karangasem onder bestuur van Mataram-Lombok kwam, conform de enkele maanden daarvoor gesloten overeenkomst. Buleleng werd onder het vorstendom Bangli gebracht. Daarmee werden Buleleng en Karangasem min of meer onttrokken aan de invloed van de dewa agung waarmee de Nederlandse invloed toenam.
De vorsten van Zuid-Bali werden uitgenodigd voor berichtgeving en overleg in Badung. Dit vond plaats in Kuta in de factorij van Lange. Daarom wordt dit ook wel de Vrede van Kuta genoemd. Op 14 en 15 juli kwamen de vorsten met hun functionarissen en een gevolg van duizenden burgers waar ze op kosten van de vorsten van Badung, en van Lange, werden gehuisvest en gevoed.